# سسک درختزار رخ‌سرخ
سسک درختزار رخ‌سرخ (نام علمی: Phylloscopus laetus) گونه‌ای از سسک برگی از تیرهٔ سسکان برگی (Phylloscopidae) است. این یک ابرگونه با سسک درختزار گلوزرد نزدیک و سسک درختزار لورا تشکیل می‌دهد. دو زیرگونه به رسمیت شناخته شده است، نامزد P. l. laetus از غرب اوگاندا و شرق جمهوری دموکراتیک کنگو (کوه‌های روونزوری)، از جنوب تا جنوب غربی اوگاندا، غرب رواندا و غرب بوروندی است. زیرگونه دوم، P. l. schoutedeni، گسترهٔ محدودتری دارد و محدود به کوه کوبوبو در شرق جمهوری دموکراتیک کنگو است. این یکی از چندین گونه است که به عنوان بومی آلبرتین دره ریفت شناخته می‌شود. به‌طور کلی این گونه دارای محدوده کلی ۷۷۰۰۰ کیلومتر مربع (۲۹۰۰۰ مایل مربع) است. زیستگاه طبیعی آن جنگل‌های مرتفع بین ۱۲۰۰–۳۱۰۰ متر، به ویژه در بامبو است؛ در مناطق جنگلی ثانویه نیز رخ می‌دهد.